# 凡児の娘をよろしく
『凡児の娘をよろしく』（ぼんじのむすめをよろしく）は、1972年4月6日から1979年3月29日までフジテレビ系列局で放送されていた関西テレビ製作のトーク番組である。西条凡児の冠番組。笹岡薬品 の一社提供。全365回。放送時間は毎週木曜 22:00 - 22:30 （日本標準時）。

## 概要
嫁ぐ前の娘とその父親が出演し、父が娘について語る視聴者参加型番組。司会の西条凡児は番組の冒頭で「また見てもらいます」と言いながら登場していた。出演父娘のエピソードを聞き、最後に「おみやげ、おみやげ」と言いながら彼らに笹岡薬品の製品詰め合わせを差し出していた。
司会の凡児は、1970年に不祥事を起こして以来メディアから姿を消していたが、本番組でテレビ番組への復帰を果たした。最終回では、次番組『恋のトリプルチャンス』の司会者である桂三枝（後の六代桂文枝）がゲスト出演し、同番組の宣伝ならびに司会の引き継ぎを行った。そして番組が終了すると、凡児は再び芸能界から身を引いた。

## 主題歌
「嫁ぐ日」
作詞・作曲：端田宣彦 / 歌：はしだのりひことエンドレス
オープニングでは日本航空のジェット機が富士山をバックに飛ぶシーンと結婚式のフィルム映像（後期は世界の結婚式の様子を収めたVTR映像）をバックにこのテーマ曲が流され、タイトル・放送回数・司会者名・スタッフロール・提供クレジットも表示されていた。

## 放送局
- フジテレビ、東海テレビ、富山テレビ[4]、石川テレビ[4]、福井テレビ[4]、テレビ新広島・テレビ西日本他 - 同時ネット
- 北海道文化放送 - 土曜12:30 - 13:00[5]
- 山梨放送[6]、青森放送、岩手放送、新潟総合テレビ、広島テレビ（テレビ新広島開局まで） - 土曜14:30 - 15:00
- 福島テレビ、西日本放送（岡山県との相互乗り入れ前）、沖縄テレビ - 土曜13:00 - 13:30